# Sovjetska okupacija baltičkih država
Sovjetska okupacija baltičkih država izraz je pod kojim se, u svom najčešćem smislu, opisuje sovjetska okupacija teritorija triju baltičkih država Estonije, Latvije i Litve na početku Drugog svjetskog rata, odnosno 14. lipnja 1940. godine nakon koje je tijekom sljedećih mjeseci njihova aneksija, odnosno pripajanje SSSR-u gdje su imale formalan status sovjetskih republika. Okupacija je predstavljala primjenu odredbi sporazuma Ribbentrop-Molotov iz 1939. između SSSR i nacističke Njemačke o podjeli interesnih sfera, odnosno teritorija dotada nezavisnih država u Istočnoj Europi. Sovjetska vladavina nad tim područjem trajala je kratko: do njemačke invazije SSSR-a u ljeto 1941. godine tijekom koje su njemačke postrojbe zauzele baltičke zemlje te ih pripojile vlastitom upravnom entitetu Reichskommisariat Ostland. Nakon baltičke ofenzive 1944. te kapitulacije njemačkih postrojba u Kurlandiji 1945., Sovjeti su ponovno preuzeli vlast nad baltičkim zemljama te je držali do 1991. i raspada SSSR-a. U širem smislu cjelokupno se razdoblje od 1940. do 1991. naziva sovjetskom okupacijom, posebno u historiografiji i službenim stavovima samih baltičkih država, odnosno u zapadnome svijetu.
Sovjetska okupacija je izvor brojnih kontroverzi u odnosima današnjih baltičkih država (odnosno EU i Zapada općenito) i Rusije, dijelom zbog različitog tumačenja međunarodnopravnog statusa okupiranih zemalja, tako i zbog dalekosežnih političkih, ekonomskih i demografskih posljedica koje je na baltičke zemlje ostavila polustoljetna sovjetska vlast.

## Uvod
Baltičke zemlje tijekom najvećeg dijela novog vijeka nisu (s djelomičnim izuzetkom Litve koja je činila sastavni dio Poljsko-litvanske konfederacije) postojale kao samostalni politički entiteti, nego su bile dio teritorija susjednih država kao što su Švedska, Pruska, a na kraju i Rusko Carstvo, koje je 1721. nakon Velikog sjevernog rata aneksiralo Estoniju i Latviju, a 1795. i Litvu poslije Treće podjele Poljske. Tijekom ruske vlasti u 19. stoljeću među lokalnim estonskim, latvijskim i litvanskim stanovništvom počela se razvijati nacionalna svijest, ali prilika za stvaranje nacionalnih država stvorila se zahvaljujući porazima Rusije u Prvom svjetskom ratu tijekom kojih je teritorije baltičkih zemalja okupirala njemačka vojska, odnosno izbijanju Ruske revolucije 1917. 
Slično kao i u susjednoj Finskoj, lokalne nacionalističke grupe u baltičkim državama  iskoristile su revolucionarni kaos kako bi početkom 1918. proglasile nezavisnost. Boljševici, koji su krajem 1917. preuzeli vlast u Petrogradu, načelno su tim državama priznali pravo na samoodređenje, odnosno potvrdili Mirom u Brest-Litovsku. Te su zemlje svejedno postale bojište Ruskog građanskog rata, dijelom zbog nastojanja boljševika da u njima uspostave komunistički režim, dijelom zbog toga što su služile kao baza kontrarevolucionarnim bjelogardejcima za ugrožavanje Petrograda. Do 1919. domaće su boljševike i Crvenu armiju uspjele zajedničkim snagama nadvladati njemačke, belogardejske i lokalne nacionalističke grupe. Nakon povlačenja njemačkih postrojbi, ali i pobjede Crvene armije nad drugim bojištima 1920. su sklopljeni mirovni sporazumi kojima je priznala nezavisnost baltičkim državama.
Tijekom sljedeća dva desetljeća, sve tri države nastojale su uspostaviti moderne demokratske poretke, ali je njihovom unutrašnjom politikom u značajnoj mjeri dominirao antikomunizam (pa su komunističke partije bile izvan zakona), a u vanjskoj politici antisovjetizam, nastojanje da se od eventualne sovjetske prijetnje po vlastitu nezavisnost obrane čvrstim vezivanjem za zapadne sile - prije svega Francusku, koja je baltičke zemlje držala dijelom tzv. antisovjetskog sanitarnog kordona, Poljsku (koja je baltičke zemlje smatrala ključnim za koncept vlastite sfere Međumorja), te poratne Njemačke, koja je interes za istočne zemlje pravdala zbog relativno značajne njemačke zajednice u tim područjima. S druge strane, ta nastojanja  je komplicirao poljsko-litvanski rat kojim je Poljska 1920. Litvi oduzela prijestolnicu Vilnius (Vilnu), ali i velikonjemačka prisizanja na litvansku Klaipedu, koja su se posebno intenzivirala nakon dolaska Hitlerovih nacista na vlast u Njemačkoj. 1930-ih sve tri države teško pogađa velika ekonomska kriza, koja će u Litvi dovesti do kraha demokracije i uspostave autokratskog režima.
Sovjetski vlastodršci su ispočetka bili pomireni s gubitkom baltičkih zemalja, iako je pripajanje zakavkaskih republika, odnosno Dalekoistočne Republike, početkom 1920-ih pokazalo kako se novostvorene države mogu uključiti u novi sovjetski poredak. Za to, međutim, dugo vremena nisu postojale adekvatne okolnosti, prije svega zbog bojazni sovjetskih vlasti da bi agresivni potezi prema baltičkim zemljama mogle SSSR, još uvijek neoporavljen od ratnog kaosa te izložen problemima vezanih uz industrijalizaciju i kolektivizaciju, uvući u potencijalno katastrofalni sukob sa zapadnim državama. Sovjetsko rukovodstvo, uključujući Staljina, je na baltičke zemlje počelo obraćati pažnju tek 1930-ih, smatrajući da će sve veće slabljenje zapadnih sila stvoriti vakuum koji bi najbolje mogao iskoristiti Hitler, odnosno ta područja iskoristiti za eventualnu invaziju SSSR-a; takvom razmišljanju je značajno pridonio i Lokarnski pakt 1925. kojim su Njemačkoj potvrđene i nepromjenjivim učinjene granice na zapadu, ali ne i na istoku. Sovjetsku politiku prema baltičkim zemljama i Finskoj je zato definiralo kako nastojanje da se granice SSSR-a pomjere što je moguće više na zapad i oteža eventualna njemačka/zapadna invazija, ali i nastojanje Staljina da kroz SSSR obnovi političko jedinstvo prostora koje je činilo nekadašnje Rusko Carstvo.

## Pakt Ribbentrop-Molotov
Nakon višegodišnjeg odbijanja Velike Britanije i Francuske da sa SSSR-om potpišu protunacistički pakt, Moskva je 24. kolovoza 1939. odlučila potpisati desetogodišnji sporazum o nenapadanju s Trećim Reichom.  Sporazum je sadržavao tajni protokol kojim su države sjeverne i istočne Europe podijeljene na njemačke i sovjetske sfere utjecaja, bez njihovog znanja. Finska, Estonija i Latvija su dodijeljene sovjetskoj sferi. Poljska se trebala podijeliti između Moskve i Berlina. Litva je isprva trebala biti dio njemačke sfere utjecaja, ali je drugi tajni protokol i nju dodijelio Sovjetskom Savezu. 
Do primjene sporazuma je došlo nedugo nakon početka rata, odnosno njemačke invazije na Poljsku 1. rujna 1939. Šesnaest dana kasnije, nakon što je većina poljskih snaga na zapadu bila uništena, Crvena armija je pokrenula vlastitu invaziju na Poljsku kojom je okupiran istočni dio Poljske te pripojen SSSR-u. Nedugo prije toga je poljska podmornica ORP Orzel uplovila u estonsku luku Tallinn, iz koje je njena internirana posada organizirala spektakularni bijeg. Sovjetske vlasti su taj događaj, odnosno navodno kršenje pravila o neutralnosti, iskoristili kao izgovor za diplomatski pritisak na Estoniju. 24. rujna estonski je ministar vanjskih poslova dobio ultimatum iz Moskve:  Staljin je tražio potpisivanje sporazuma kako bi Sovjeti mogli uspostaviti vojne baze u Estoniji. Estonci nisu imala izbora nego prihvatiti morske, zračne i vojne baze na dva estonska otoka i u luci Paldiski. Sporazum je potpisan 28. rujna 1939. Latvija i Litva su također potpisali sporazume u listopadu iste godine. Prema sporazumu, sovjetski vojnici su dobili pravo uspostaviti vojne baze tijekom trajanja rata u Europi te razmjestiti 25.000 vojnika u Estoniji, 30.000 u Latviji i 20.000 u Litvi.

## Sovjetska okupacija i aneksija 1940. – 1941.
U svibnju 1940., Staljin je imao ideju o izravnoj vojnoj intervenciji, ali je ipak htio vladati kroz marionetske režime. Njegov model je bila Finska Demokratska Republika, marionetski režim uspostavljen tijekom Zimskog rata. Staljin je organizirao novinarsku kampanju protiv navodne pro-savezničke vlade baltičkih država. U svibnju, nacisti osvajaju Francusku, dok su baltičke države optužene za vojnu suradnju na štetu Sovjetskog Saveza. 15. lipnja, Litva je, nakon novog ultimatuma iz Moskve, dopustila ulazak neograničenog broja sovjetskih vojnika. Predsjednik Antanas Smetona predložio je oružani otpor, ali je vlada odbila, te radije predložila vlastitog kandidata koji će voditi novi pro-sovjetski režim. Međutim, Staljin je odbio ponudu i poslao Vladimira Dekanozova kako bi preuzeo vodstvo dok je Crvena armija okupirala državu.
16. lipnja, i Latvija i Estonija su dobili iste ultimatume. Crvena armija je i njih potom okupirala. Andrej Višinski je preuzeo nadzor nad zauzimanjem Latvije, a Andrej Ždanov nad zauzimanjem Estonije. Istog mjeseca, svaka baltička država dobila je silom prilika nove vlade sastavljene od komunista. Pod sovjetskim nadzorom, nove vlade su raspisale lažne izbore: glasači su dobili glasački listić sa samo jednom opcijom, pošto nije dozvoljena opozicija.  Mjesec dana kasnije, okupljene su nove skupštine čiji je jedini zadatak bio izglasati rezoluciju za pristupanje Sovjetskom Savezu.  Moskva je prihvatila pristupanje u kolovozu. Između 3. i 9. kolovoza, Litva, Latvija i Estonija su postale sovjetske republike čime je de facto okupacija pretvorena u aneksiju. Raspušteni predsjednici Estonije (Konstantin Päts) i Latvije (Kārlis Ulmanis) su zatvoreni i deportirani u Sovjetski Savez, te su umrli u Sibiru. U lipnju 1941., sovjetske vlasti su provele masovne deportacije "neprijatelja naroda". Stoga su mnogi baltički građani isprva čak dočekali naciste kao osloboditelje nekoliko tjedana kasnije.

## Kasniji događaji
22. lipnja 1941 Treći Reich je napao i osvojio velike dijelove zapadnog Sovjetskog Saveza. Estonci i Letonci su pokušali pritom ponovno uspostaviti nacionalne vlade, ali do toga nije došlo pošto su baltičke države, radi administrativne prigodnosti, priključene Bjelorusiji u novu provinciju, tzv. Reichskommissariat Ostland. Teritorijem je vladao Hinrich Lohse. Baltik je bila jedina istočna regija koja je predviđena postati provincijom Trećeg Reicha. Bez obzira na razočarenje zbog ne dobivanja samostalnosti visoki postotak mladih osoba će se prijaviti u njemačku vojsku radi borbe s komunistima ili radi vjerovanja u nacističke ideale.
Nacistički rasni zakoni počeli su se provoditi, iako različito, zavisno o zapovjedniku područja. Većinom su bili usmjereni protiv Židova, koji su živjeli u većim gradovima (Vilnius, Kaunas i Riga). Nacisti su ih deportirali u geto, a potom u logore 1943. Stotine tisuća Židova je ubijeno. Neki su domaći narodi postali kolaboracionisti i sami provodili progone. Samo oko 10 posto baltičkih Židova preživjelo je to razdoblje.
Nacističko razdoblje vladavine završava 1944. godine kada Crvena armija oslobađa ovo područje i obnavlja sovjetske republike koje je osnovala 1940. godine nakon aneksije. U poratnom razdoblju SSSR na području baltičkih republika provodi istu politiku kao i na svojim drugim područjima to jest stanovništvo procijenjeno kao nelojalno preseljava na druga područja dok na njihovo mjesto naseljava "lojalne" stanovnike.
Tijekom raspada SSSRa Litva, Latvija i Estonija će kao i sve druge bivše sovjetske republike ostvariti svoju samostalnost.

### Knjige
- Aust, Anthony. 2005. Handbook of International Law. Cambridge University Press. ISBN 978-0-521-53034-7 CS1 održavanje: nepreporučeni parametar - authorlink1 (pomoć)CS1 održavanje: parametar ref identičan predodređenom (link)
- Brecher, Michael; Wilkenfeld, Jonathan. 1997. A Study of Crisis. University of Michigan Press. str. 596. ISBN 978-0-472-10806-0
- Frucht, Richard. 2005. Eastern Europe: An Introduction to the People, Lands, and Culture. ABC-CLIO. str. 132. ISBN 978-1-57607-800-6
- Hiden, Johan; Salmon, Patrick. 1994. [1991] The Baltic Nations and Europe. Revised izdanje. Longman. Harlow, England. ISBN 0-582-25650-X CS1 održavanje: nepreporučeni parametar - authorlink2 (pomoć)CS1 održavanje: parametar ref identičan predodređenom (link)
- Hiden, John. 2008. The Baltic question during the Cold War. Routledge. ISBN 0-415-37100-7
- Holoboff, Elaine M.; Parrott, Bruce. 1995. Reversing Soviet Military Occupation. National Security in the Baltic States. M.E. Sharpe. ISBN 1-56324-360-1
- Kavass, Igor I. 1972. Baltic States: a study of their origin and national development, their seizure and incorporation into the U.S.S.R. : third interim report of the Select Committee on Communist Aggression, House of Representatives, Eighty-third Congress, second session, 1954, under the authority of H. Res. 346 and H. Res. 438. W. S. Hein. 
The forcible military occupation and subsequent annexation of the Baltic States by the Soviet Union remains to this day (written in 1972) one of the serious unsolved issues of international law
- Ludwikowski, Rett R. 1996. Constitution-making in the region of former Soviet dominance. Duke University Press. Durham, Sjeverna Karolina. ISBN 978-0-8223-1802-6
- Mälksoo, Lauri. 2003. Illegal Annexation and State Continuity: The Case of the Incorporation of the Baltic States by the USSR. M. Nijhoff Publishers. ISBN 90-411-2177-3CS1 održavanje: parametar ref identičan predodređenom (link)
- Marek, Krystyna. 1968. [1954] Identity and continuity of states in public international law. 2 izdanje. Libr. Droz. Geneva, Switzerland.  CS1 održavanje: nepreporučeni parametar - origyear (pomoć)CS1 održavanje: parametar ref identičan predodređenom (link)
- McHugh, James; Pacy, James S. 2001. Diplomats without a country: Baltic diplomacy, international law, and the Cold War. Greenwood Publishing Group. ISBN 0-313-31878-6
- Misiunas, Romuald J.; Taagepera, Rein. 1993. The Baltic States, years of dependence, 1940–1990. University of California Press. ISBN 0-520-08228-1
- O'Connor, Kevin. 2003. The History of the Baltic States. Greenwood Publishing Group. ISBN 978-0-313-32355-3
- Petersen, Roger Dale. 2001. Resistance and rebellion: lessons from Eastern Europe. Cambridge University Press. ISBN 0-521-77000-9
- Petrov, Pavel. 2008. Punalipuline Balti Laevastik ja Eesti 1939–1941 (estonski i ruski). Tänapäev. ISBN 978-9985-62-631-3
- Plakans, Andrejs. 2007. Experiencing Totalitarianism: The Invasion and Occupation of Latvia by the USSR and Nazi Germany 1939–1991. AuthorHouse. ISBN 978-1-4343-1573-1
- Rislakki, Jukka. 2008. The Case for Latvia. Disinformation Campaigns Against a Small Nation. Rodopi. ISBN 978-90-420-2424-3
- Yaël, Ronen. 2010. Status of Settlers Implanted by Illegal Territorial Regimes.   Crawford, James (ur.). British Year Book of International Law 2008. Vaughan Lowe. Oxford University Press. ISBN 978-0-19-958039-2
- Statiev, Alexander. 2010. The Soviet counterinsurgency in the western borderlands. Cambridge University Press. New York City, New York. ISBN 9780521768337
- Taagepera, Rein. 1993. Estonia: return to independence. Westview Press. ISBN 978-0-8133-1199-9
- Talmon, Stefan. 1998. Recognition of governments in international law. Oxford University Press. ISBN 978-0-19-826573-3
- Tsygankov, Andrei. 2001. Pathways after Empire: National Identity and Foreign Economic Policy in the Post-Soviet World. ISBN 978-0-7425-1672-4
- Tsygankov, Andrei P. 2009. Russophobia. 1st izdanje. Palgrave Macmillan. ISBN 978-0-230-61418-5
- Wyman, David; Rosenzveig, Charles H. 1996. The World Reacts to the Holocaust. JHU Press. str. 365–381. ISBN 978-0-8018-4969-5
- Ziemele, Ineta. 2003. State Continuity, Succession and Responsibility: Reparations to the Baltic States and their Peoples?. Baltic Yearbook of International Law. 3. Martinus Nijhoff
- Ziemele, Ineta. 2005. State Continuity and Nationality: The Baltic States and Russia. Martinus Nijhoff Publishers. ISBN 90-04-14295-9CS1 održavanje: parametar ref identičan predodređenom (link)

### Ostali izvori
- Parliamentary Assembly, Working Papers: Ordinary Session. Vijeće Europe. 2006. ISBN 9789287160270
- Reviews of National Policies for Education Reviews of National Policies for Education: Latvia 2001. Organizacija za ekonomsku suradnju i razvoj. Pariz. ISBN 9789264192478

## Vanjske poveznice
- Članak o deportacijama antisovjetskih "elemenata" u Litvi, Latviji i Estoniji  Arhivirana inačica izvorne stranice od 30. svibnja 2013. (Wayback Machine)
- Svjetski muzej komunizma  Arhivirana inačica izvorne stranice od 11. prosinca 2010. (Wayback Machine)
- Muzej okupacije Latvije  Arhivirana inačica izvorne stranice od 18. siječnja 2007. (Wayback Machine)
- GULAG 113  Arhivirana inačica izvorne stranice od 27. veljače 2019. (Wayback Machine) – kanadski film o Estoncima mobiliziranim u Crvenu armiju 1941., a potom u gulag

### Akademski članci i novine
- Mälksoo, Lauri (2000). Kontinuitet Estonije u međunarodnom parvu  Arhivirana inačica izvorne stranice od 27. ožujka 2020. (Wayback Machine). Nordic Journal of International Law 69.3, 289–316.
- Alfred Erich Senn  Arhivirana inačica izvorne stranice od 3. veljače 2008. (Wayback Machine) Što se dogodilo Litvi 1940.?  Arhivirana inačica izvorne stranice od 5. srpnja 2007. (Wayback Machine)(PDF)
- Željezna zavjesa  Arhivirana inačica izvorne stranice od 26. kolovoza 2009. (Wayback Machine), TIME časopis, 1947.
- The Iron Heel  Arhivirana inačica izvorne stranice od 14. siječnja 2009. (Wayback Machine), TIME časopis, 1953.